# Uniwersytet w Mosulu
Uniwersytet w Mosulu (جامعة الموصل, Dżāmi‘at Al-Mausil) – iracka publiczna uczelnia wyższa, zlokalizowana w Mosulu.
Uniwersytet został założony w 1967 roku poprzez połączenie college'ów, które należały wcześniej do Uniwersytetu Bagdadzkiego. Uczelnia znacznie ucierpiała podczas działań wojennych prowadzonych w Mosulu. Była odbudowywana po zniszczeniach spowodowanych I wojną w Zatoce Perskiej (1991) oraz II wojną w Zatoce Perskiej (2003). W 2014 roku, po zajęciu Mosulu przez Państwo Islamskie, budynki uczelni stały się bazą jego bojowników. W styczniu 2017 kampus uczelni został ponownie przejęty przez wojska irackie.  
W skład uczelni wchodzą następujące wydziały:
- Rolnictwa i Leśnictwa
- Archeologii
- Sztuk Pięknych
- Pedagogiczny
- Matematyki i Informatyki
- Stomatologii
- Ekonomii i Administracji
- Edukacji dla Dziewcząt
- Elektrotechniki
- Inżynierii
- Ochrony Środowiska
- Studiów Islamskich
- Prawa
- Medycyny
- Nauk Przyrodniczych
- Medycyny Weterynaryjnej
- Pielęgniarstwa
- Wychowania Fizycznego
- Nauk Politycznych

## Źródła
- World higher education database